# Вендетта (фільм, 1919)
«Венде́та» (нім. Vendetta) — німецький німий фільм 1919 року, мелодрама.

## Сюжет
Антоніо, брат корсиканки Маріанни Паолі, гине на дуелі від руки невідомого офіцера-англійця. Маріанна клянеться помститися. Працюючи в госпіталі, вона закохується в гарного молодого британця Едвіна Алкоттом, поєднується з ним шлюбом, але потім розуміє, що саме він убив її брата і став метою її вендети.

## Цікаві факти
У деяких джерелах режисура фільму приписується Ернсту Любича, однак насправді картину зняв Георг Якобі.

## У ролях
- Пола Негрі — Маріанна Паолі
- Гаррі Лідтке — Едвін Алкоттом
- Еміль Яннінгс — Томассо